# M8 Scott

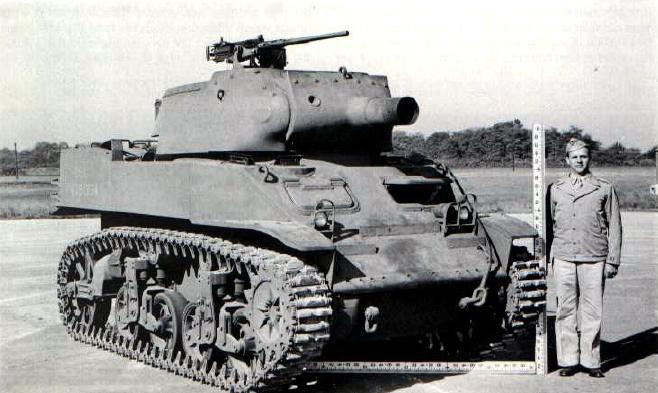
Größenvergleich eines M8 mit einem Menschen.

Der M8 Scott oder 75 mm Howitzer Motor Carriage M8 war eine in den USA entwickelte selbstfahrende Panzerhaubitze, die hauptsächlich während des Zweiten Weltkrieges eingesetzt wurde.

## Entwicklung
Das Chassis des Fahrzeugs basierte auf dem M5-Stuart-Kampfpanzer. Die Panzerung der Wanne betrug im Frontbereich 12,7 mm und im Seiten- sowie Heckbereich lediglich 6,3 mm. Die Bodenpanzerung wies eine Stärke von 5 mm auf. Als Geschützturm wurde ein nach oben offener Turm mit einem Außendurchmesser von bis zu 1,38 m verwendet. Die Frontpanzerung des Turms bestand aus 38 mm starken Panzerstahl, während der Rück- und Seitenbereich mit einer 25,4 mm starken Panzerung gesichert war.
Als Primärbewaffnung fand die Pack Howitzer M1 mit einem Kaliber von 75 mm Verwendung. Dieses Geschütz war durch ein Gyroskop stabilisiert. Diese Einrichtung ermöglichte das präzise Schießen auch während der Fahrt. Der Munitionsvorrat bestand aus 46 hochexplosiven Granaten (Typ M48) und Rauchgranaten (Typ M89). Der Höhenrichtbereich der Kanone lag zwischen −20 und +40 Grad. Im Gegensatz zum Stuart wurde auf ein koaxiales Maschinengewehr verzichtet, da dies aufgrund der für Haubitzen typischen parabelförmigen Projektilflugbahn wenig Sinn ergab. Als sekundäre Bewaffnung wurde ein auf dem Turm montiertes Maschinengewehr mit dem Kaliber 12,7 mm vorgesehen, das die Aufgaben der Nahverteidigung und Flugabwehr übernahm.
Wie bei allen amerikanischen Panzern des Zweiten Weltkrieges verfügte der Kommandant über einen 360°-M6-Winkelspiegel zur Beobachtung des Gefechtsfeldes unter Panzerschutz.

## Produktion
Unter der bisherigen Prototypenbezeichnung T47 wurde der Bau dieses Panzers im April 1942 veranlasst. Die bis Januar 1944 laufende Produktion wurde durch die Cadillac Motor Car Division von General Motors betrieben und brachte insgesamt 1.778 Fahrzeuge heraus. Im November 1944 empfahl das Ordnance Department der Vereinigten Staaten, den M8 nach dem amerikanischen General Winfield Scott „General Scott“ zu nennen, obwohl es keine Beweise dafür gibt, dass dieser Name später allgemein verwendet wurde.

## Kampfeinsatz
Der M8 Scott wurde überwiegend von der US Army auf dem europäischen Kriegsschauplatz und im Pazifik eingesetzt. Im Zuge des Leih- und Pachtabkommens wurde er auch an Großbritannien geliefert. Gegen Kriegsende wurde der M8 jedoch größtenteils durch eine Adaption des Sherman-Panzers mit einer 105-mm-Haubitze ersetzt.

## Varianten
- 75 mm Howitzer Motor Carriage M8 basierend auf dem M5 Stuart
- 75 mm Howitzer Motor Carriage M8A1 basierend auf dem M5A1 Stuart